# ماك أندرسون
ماك أندرسون (8 أكتوبر 1919 في نيوزيلندا - 21 ديسمبر 1979) (بالإنجليزية: Mac Anderson)‏ هو لاعب كريكت نيوزلندي. شارك مع منتخب نيوزيلندا الوطني للكريكت.

## وصلات خارجية
- ماك أندرسون على موقع إي آس بي آن كريك إنفو (الإنجليزية)